# Impradine
L'Impradine  est un ruisseau français du Cantal, affluent de la Santoire et sous-affluent de la Dordogne par la Rhue.

## Géographie

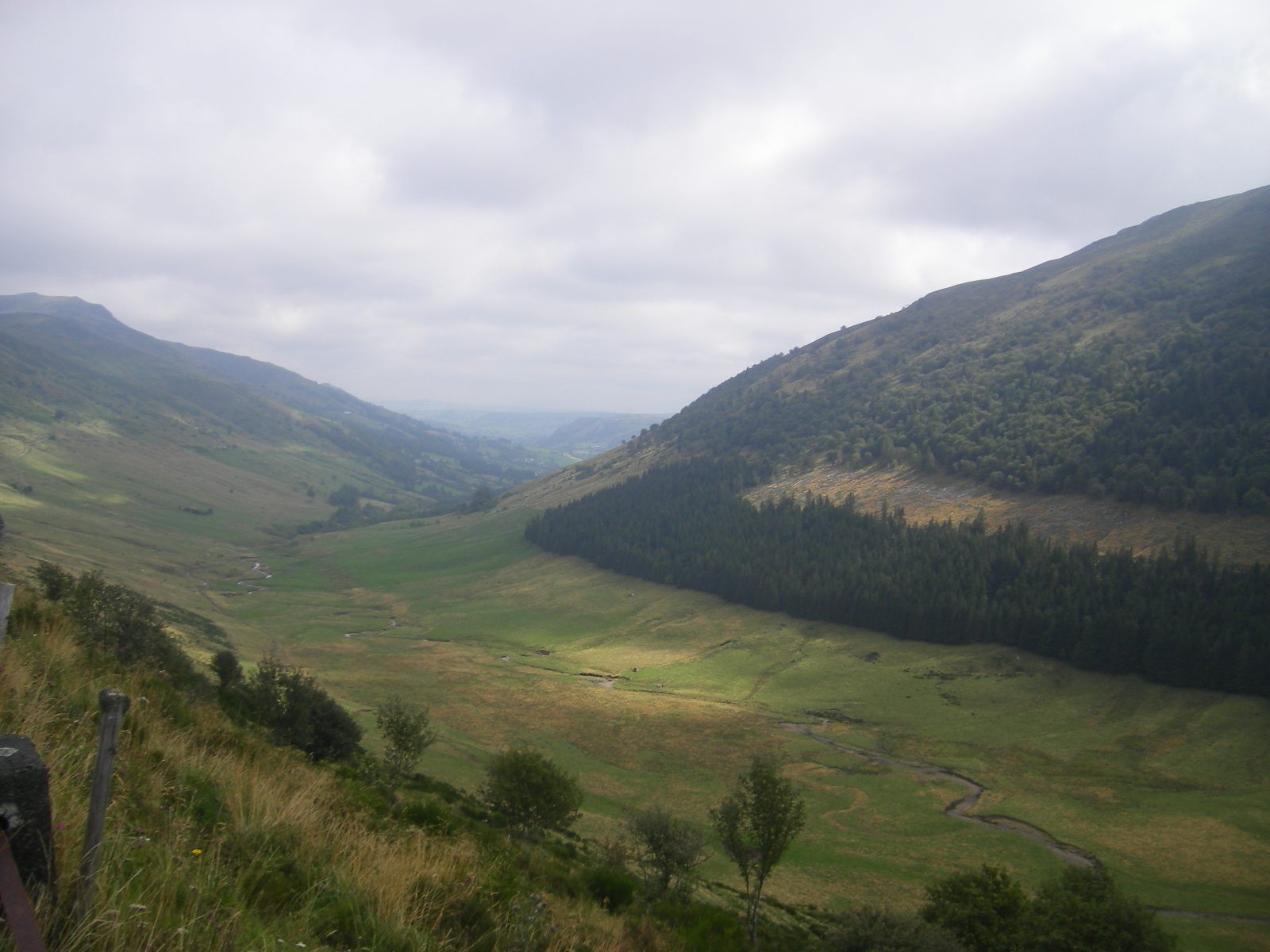
Vallée glaciaire de l'Impradine

Elle prend sa source à 1 600 mètres d'altitude dans les monts du Cantal aux environs du Pourtaou (le portail en auvergnat), qu'une fantaisie toponymique tend aujourd'hui à appeler Brèche de Roland, en raison de sa ressemblance avec celle des Pyrénées. Elle coule uniquement sur la commune de Lavigerie dans une ancienne vallée glaciaire (voir photo).